# ديزي إدغار جونز
ديزي جيسيكا إدغار جونز (بالإنجليزية: Daisy Jessica Edgar-Jones)‏ (ولدت في 24 مايو 1998) هي ممثلة إنجليزية. اشتهرت بدورها في دور ماريان شيريدان في المسلسل القصير أناس عاديون (2020)، والذي حاز على ترشيحات لجائزة اختيار النقاد وجائزة الأكاديمية البريطانية للأفلام وجائزة الغولدن غلوب. ظهرت على قائمة مجلة فوغ البريطانية لعام 2020 للنساء المؤثرات.

## الأعمال

### أفلام
| السنة | العنوان             | الدور        | ملاحظات |
| ----- | ------------------- | ------------ | ------- |
| 2018  | Pond Life           | كاسي         |         |
| 2022  | طازج                | نوا          |         |
| 2022  | حيث يغني جراد البحر | كاثرين كلارك |         |
| 2024  | الأعاصير            | كيت كارتر    |         |
| 2024  | On Swift Horses     | موريل        |         |

### مسلسلات
| السنة     | العنوان           | الدور               | ملاحظات               |
| --------- | ----------------- | ------------------- | --------------------- |
| 2016–2020 | Cold Feet         | أوليفيا مارسدون     | دور تكراري            |
| 2016      | Outnumbered       | كيت                 | حلقات تلفيزيونية خاصة |
| 2017      | Silent Witness    | جيسيكا تومسون       | حلقتين                |
| 2019      | Gentleman Jack    | ديليا راوسن         | حلقتين                |
| 2019–2021 | War of the Worlds | إيملي غريشام        | دور رئيسي             |
| 2020      | أناس عاديون       | ماريان شيريدان      | دور رئيسي             |
| 2022      | تحت راية السماء   | بريندا رايت لافيرتي | دور رئيسي             |

## روابط خارجية
- ديزي إدغار جونز على موقع IMDb (الإنجليزية)
- ديزي إدغار جونز على موقع ميتاكريتيك (الإنجليزية)
- ديزي إدغار جونز على موقع روتن توميتوز (الإنجليزية)
- ديزي إدغار جونز على موقع ألو سيني (الفرنسية)
- ديزي إدغار جونز على موقع أول موفي (الإنجليزية)
- ديزي إدغار جونز على موقع قاعدة بيانات الفيلم (الإنجليزية)
- ديزي إدغار جونز على موقع كينوبويسك (الروسية)